# Gustaf Nordin
 (mars 2025).
Il peut être nécessaire de l'améliorer pour respecter le principe de neutralité de point de vue. 

 (mars 2025).
Si vous disposez d'ouvrages ou d'articles de référence ou si vous connaissez des sites web de qualité traitant du thème abordé ici, merci de compléter l'article en donnant les références utiles à sa vérifiabilité et en les liant à la section « Notes et références ».
 (mars 2025).
Motif : Où sont les sources permettant de démontrer l'admissibilité de cette personne sur Wikipédia ?
- Archive Wikiwix
- Bing
- Cairn
- DuckDuckGo
- E. Universalis
- Gallica
- Google
- G. Books
- G. News
- G. Scholar
- Persée
- Qwant
- (zh) Baidu
- (ru) Yandex
- (wd) trouver des œuvres sur Wikidata

| 1. | Préciser le motif de la pose du bandeau. | Précisez le motif de la pose du bandeau en utilisant la syntaxe suivante : {{admissibilité à vérifier\|date=juin 2025\|motif=remplacez ce texte par le motif}}                     |
| 2. | Informer les utilisateurs concernés.     | Pensez à avertir le créateur de l'article, par exemple, en insérant le code ci-dessous sur sa page de discussion : {{subst:avertissement admissibilité à vérifier\|Gustaf Nordin}} |

Pour les articles homonymes, voir Nordin.

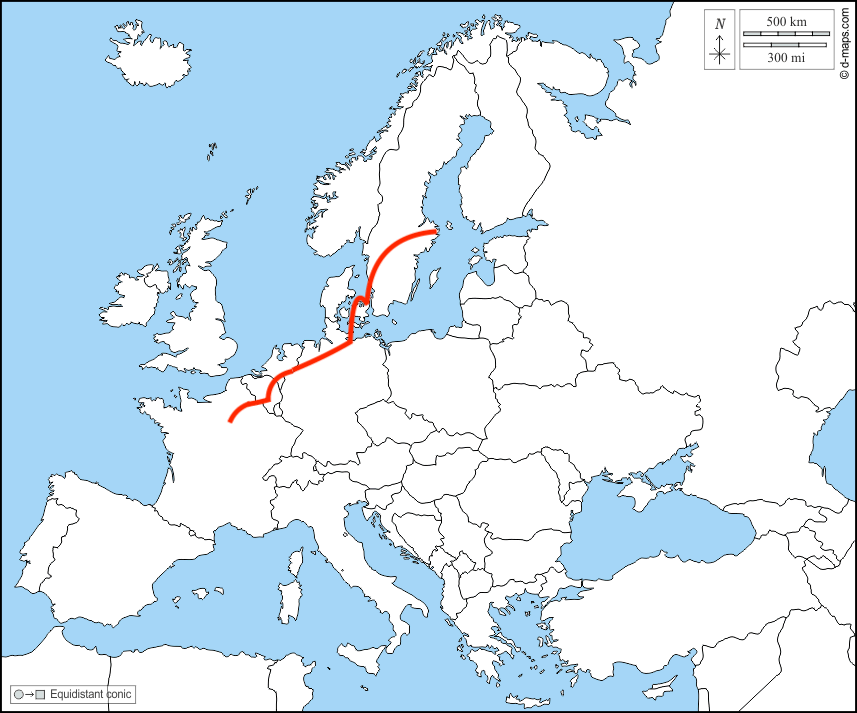
Trajet approximatif du voyage en kayak de Gustaf Nordin

Gustaf Nordin, né en 1871 à Stockholm et mort en 1961, est un pagayeur, physiothérapeute, , entrepreneur et aventurier suédois. En 1905, il a fait une expédition pionnière à grande publicité avec son kayak de mer « Svea » quand il a pagayé de Stockholm à Paris.

## Le voyage en kayak de mer Stockholm - Paris 1905
Nordin était membre de la plus ancienne association de canoë-kayak de Suède, « Föreningen för Kanot-Idrott » (FKI) crée en 1900.
La raison du voyage était que Nordin voulait démontrer les avantages d'un style de vie végétarien et sans café, ni alcool ni tabac, mais surtout pour revoir sa bien-aimée Fernande.
Malheureusement, il y avait un hic dans les plans de voyage : le budget. Carl Edvard Smith, pionnier du canoë, a dit un jour qu'il était impossible de transporter autant de provisions dans un canoë sans devoir compter sur l'hospitalité de ses semblables. Nordin a décidé de parier sur l’exactitude de cette déclaration.
Gustaf Nordin a commencé son long voyage le 10 août 1905. il suivit la côte jusqu'au canal de Göta et pagaya avec diligence, faisant parfois une pause pour descendre à terre et acheter du pain croustillant et des légumes. À une de ces occasions - c'était à Husaby - il marchait dans la rue en mangeant un concombre cru. Il a rencontré un jardinier qui avait un grand parterre de concombres. Le jardinier a proposé en plaisantant à Nordin de mordre dans les concombres et d'en manger autant qu'il le voulait.
« Pour éviter de le piller, je me suis arrêté après six heures », a déclaré Nordin.
Il a également visité des châteaux et des manoirs, car il voulait voir autant de Suède que possible. Lors de ces visites plus sérieuses, il était vêtu de son uniforme de club, une chemise blanche avec le fanion FKI sur la poitrine, un pantalon blanc, des chaussures blanches et un chapeau haut de forme blanc tricoté avec un pompon suspendu. Lors d'occasions vraiment distinguées, le costume était complété par une large ceinture ventrale colorée. Ce n'étaient pas seulement les plaisanciers qui se promenaient en vestes bleues avec galon et cocarde sur leurs casquettes, mais les cyclistes et les rameurs avaient également leur propre uniforme, des justaucorps moulants, souvent avec des médailles de championnat sur leur poitrine. Il n’était donc pas si étrange que même les canoéistes aient leur propre costume.
C'était la fin de la saison et sur le lac Vänern, Nordin rencontra la première tempête d'automne. Il se dirigeait vers Vänersborg, mais fut contraint de chercher refuge près de quelques falaises. Il a commencé à pleuvoir et pour éviter que son sac de couchage ne soit trempé, il s'est glissé dans le canoë et a scellé l'ouverture du cockpit. La pluie tombait à verse, la tempête projetait les vagues contre les rochers et les éclairs fusaient tous en même temps. Nordin, cependant, était allongé, protégé, dans son canoë tiré sur la plage, mais il n'a pas dormi cette nuit-là. Le matin, la tempête s'était calmée et il avait pu dormir quelques heures. Il est ensuite allé dans la forêt et a pris son petit-déjeuner composé d'airelles rouges et de myrtilles avant de se lancer dans une pagaie de neuf heures jusqu'à Vänersborg.
Malheureusement, Gustaf Nordin n’a jamais écrit sur son voyage. Il est probable que ce marcheur à l’esprit vif n’était pas un homme de plume. Il écrivit cependant des lettres à ses camarades et leur raconta ses expériences, et l'une d'elles fit ensuite publier des extraits dans Ny Tidning för Idrott. Il s'agit d'une histoire sur les expériences personnelles de Nordin et non d'un véritable récit de voyage. Malheureusement, c'est aussi assez rhapsodique.
Le 13 septembre, Nordin a continué son chemin depuis Göteborg et c'est là que les vrais problèmes ont commencé.
Les pilotes et marins tentèrent de le dissuader d’entreprendre un voyage aussi périlleux, mais il leur répondit par la maxime de Fichte : « L’homme peut tout ce qu’il veut. »
Il avait de grandes eaux devant lui même s'il avait l'intention de suivre la côte. Il craignait également de devenir inconnu du public en quittant la Suède. En Suède, les journaux avaient publié des articles sur son voyage et Nordin était devenu une sorte de célébrité. Il n'était pas rare que le célèbre Nordin se voie offrir nourriture et logement, ce qui permettait d'économiser de l'argent sur le maigre budget de voyage. À Göteborg, il avait été l'invité du club d'aviron. Il était resté là quelques jours et avait observé Svea. Le canoë était maintenant fraîchement peint en bleu clair et, au cas où il n'aurait pas oublié la pluie torrentielle sur le lac Vänern, il avait également verni le sac de couchage. Il y avait à bord une bonne réserve de pain croustillant, de fruits et de légumes, ainsi que des bouteilles d'eau fraîche. Lorsqu'il est parti, il y avait 15 couronnes suédoise et 40 öres dans son sac de voyage.
Ce fut un voyage difficile le long de la côte du Halland. De temps en temps, Nordin devait se diriger vers la terre et attendre ensuite un meilleur temps. Ce fut une traversée risquée et difficile à travers Skälderviken jusqu'au point le plus éloigné de Kullen, qu'il a à peine contourné.
Après avoir accosté à Lerhamn - où il a passé la nuit sur la plage, émerveillé comme un animal étrange par la population - le lendemain, il a rendu visite à la comtesse Elizabeth Wachtmeister à Kulla-Gunnarstorp et y a mangé les poires les plus délicieuses. Il courtisa ensuite le prince Gustave Adolphe à Sofiero, qui écrivit son nom dans le livre que Nordin avait apporté à cette fin.

### Cap sur le Danemark
Le 28 septembre, il quitte Helsingborg et met le cap sur Helsingör. À ce moment-là, son budget de voyage avait diminué à 4:25, ce que Nordin considérait comme le minimum. Il est cependant parti en pagayant avec joie, convaincu que le bouche-à-oreille fonctionne vite et qu'il n'y avait pas qu'en Suède qu'il y avait beaucoup de gens amicaux et hospitaliers. Il n’avait pas tort non plus. Nordin a pagayé d'un endroit à l'autre et a été reçu partout avec une hospitalité sans égale en Suède. Les clubs d'aviron et les clubs végétariens de Copenhague et de la campagne se sont empressés de lui rendre hommage de toutes les manières possibles, en organisant des fêtes en son honneur, en l'élisant membre honoraire et en faisant don de drapeaux et d'emblèmes.
Nordin traversa ensuite le Grand Belt jusqu'à Langeland et franchit finalement la frontière maritime allemande.
Météo difficile dans la baie de Flensbourg
Nordin a raconté dans une lettre que le voyage à travers la baie de Flensbourg était vraiment aventureux. Selon Nordin, la force du vent était de 9 Beaufort, soit un demi-coup de vent.
« Jamais de ma vie », écrivit-il, « je n'ai été aussi emporté par les eaux que lors de ce voyage. Les lacs étaient comme des montagnes et se brisaient de façon désagréable au-dessus de ma tête. J'avais le lac de mon côté, mais j'ai dû tomber lorsque le canoë a menacé de se remplir d'eau – il était déjà à moitié plein. Grâce à ma magnifique ceinture de sauvetage, je me sentais relativement en sécurité. Finalement, j'ai trouvé la terre ferme non loin du phare de Reckenaes, j'ai séché mes vêtements chez un pilote, puis j'ai pris mes quartiers dans un abri pour filets de pêche. »
C'était tout aussi difficile le lendemain. Nordin accosta ensuite au phare de Scheimünde, où se trouvait une maison pour les marins qui avaient cherché refuge. Ici, quelques pêcheurs avaient trouvé refuge et s'étaient installés autour d'un pot de poissons. Ils invitèrent leur malheureux frère, mais le végétarien Nordin, bien sûr, ne put accepter et mangea à la place ses fruits et son pain croustillant imbibé d'eau salée.
Après neuf heures de pagayage acharné, il a atteint le canal de Kiel. Un club d'aviron avait son club-house à cet endroit, mais personne ne pouvait le laisser entrer. Il passa donc la nuit sur le toit du club-house. Nous étions maintenant le 18 octobre et l’automne était arrivé pour de bon. La nuit était froide et le matin, il a dû libérer le canot de la neige et de la glace. Il lui a fallu quelques jours avant d’obtenir la permission de traverser le canal avec son canoë.
Le canoë fut transporté au-delà des écluses et après quelques jours de pagayage, il atteignit l'embouchure du canal sur l'Elbe. Au départ, il avait prévu de visiter Hambourg, mais lorsqu'il est sorti en pleine mer, il a constaté que le temps était bon et la marée favorable. Il a ensuite pagayé directement jusqu'au canal d'Ottendorf.
Une fois arrivé à Ottendorf, les excursions en eau salée étaient terminées. Devant lui s'étendait un voyage relativement calme sur les rivières et les canaux jusqu'à sa destination.
Cependant, la première partie du voyage sur le canal ne fut pas aussi facile que Nordin l’avait imaginé. Il y avait de grandes inondations et parfois on ne pouvait même pas voir le canal à cause de toute l'eau. Il a dû diriger le bateau avec la pagaie pour rester dans le chenal.
Le Suédois fou qui avait prévu de pagayer jusqu'à Paris a fait sensation partout.
« Chaque fois que j'arrivais dans un village, les gens venaient me voir », a-t-il déclaré dans une lettre. Tout le monde voulait voir et toucher le sauvage blanc, mais tout le monde avait une certaine peur de moi, avec mes cheveux emmêlés, ma barbe négligée, ma tenue du Sud-Ouest et de toile cirée, et mon couteau finlandais à la main. Quand je navigue sur les canaux, les enfants se mettent à crier, les chiens hurlent et les chevaux se dressent sur leurs pattes arrière, terrifiés.
Lorsqu'il arrive à Emmerich, à la frontière néerlandaise, il commence à se retrouver dans une situation financière critique. L'argent liquide s'était réduit à deux Reichsmarks et trente pfennigs. Comme d'habitude, il accosta au club d'aviron - il y en avait beaucoup sur le continent - et y fut accueilli avec enthousiasme. Ils ont organisé une petite fête pour lui et une collecte de fonds, qui a permis de récolter la somme colossale de vingt marks. Nordin pensait qu'il était riche lorsqu'il a traversé la frontière en pagayant le lendemain.
Nordin ne nous dit pas grand-chose sur les pays qu'il a visités, mais la Hollande était un pays dont il parlait dans ses lettres. Il ne se sentait pas à l'aise là-bas. Il trouvait les Hollandais trop turbulents. Un soir, alors qu'il accostait près d'une taverne du canal, la bagarre la plus sauvage qu'il ait jamais vue éclata. Des gamins des rues lui jetèrent des pierres et crachèrent dans son canoë lorsqu’il passait sous les ponts. Mais il endura ces petites contrariétés avec flegme, porté par la pensée de son entreprise et de sa motivation, sur laquelle je reviendrai plus tard.
Les inconvénients comprenaient également les granges hollandaises, dans lesquelles il passait souvent la nuit, faute de meilleur logement. Les granges hollandaises n'avaient pas de murs. Les nuits étaient froides et, le matin, après avoir passé la nuit dans une grange ouverte, Nordin a constaté que le sac de couchage avait gelé et était devenu si rigide qu'il pouvait tenir debout tout seul.
La vitesse de progression a naturellement varié selon les conditions météorologiques. Son record fut de cent kilomètres parcourus en dix heures.
Le 16 novembre, il arrive dans la ville belge d'Anvers. il rencontra le capitaine Lundberg du vapeur suédois Göta, qui lui témoigna une grande bienveillance. Celui-ci fit modifier son pavillon pour en faire un véritable drapeau suédois et lui apporta une aide matérielle précieuse.
Par l’intermédiaire d’Idun, M. Nordin tient à adresser ses plus sincères remerciements au capitaine Lundberg ainsi qu’à toutes les personnes en Suède qui lui ont tendu une main secourable.. L'union avec la Norvège avait été dissoute et Nordin ne voulait pas pagayer avec le drapeau de l'union sur le mât de sandre. Il reçut alors un drapeau entièrement suédois et continua.
À Ronquières, il est frappé par l'hiver. La neige avait atteint un décimètre d'épaisseur au sol et le paysage semblait désormais très nordique et hivernal. Cependant, Nordin pagayait lentement sur le canal, qui serpentait à travers le paysage blanc, noir de jais.

### Froid mordant et tempête de neige
Ce serait pire que ça. Nordin a pagayé à travers la congère et dans le froid mordant. A Louivière, il y a eu un arrêt définitif, non pas à cause de la congère mais parce qu'il n'y avait plus d'eau dans le canal. Le canal s'était littéralement ouvert et toute l'eau s'était écoulée dans une grande mine de charbon. Cela a forcé Nordin à faire quelque chose qu’il détestait. Il a été obligé d'acheter un billet et de prendre le train jusqu'à un endroit où le canal est redevenu navigable.
Cela n’a pas mis fin aux problèmes de Svea. Lorsque Nordin a remis le canot dans le canal, il a constaté que la congère s'était transformée en glace. Il a dû briser la glace avec Svea sur un kilomètre entier avant que l'eau redevienne claire. Étrangement, le canot a survécu à cette épreuve.
Les difficultés ont continué jusqu'à ce qu'il quitte la Belgique. Nordin est arrivé au poste frontière dans la soirée, juste au moment où les douaniers se préparaient à rentrer chez eux. Il a été autorisé à entrer, mais lorsqu'il est arrivé au poste frontière français, celui-ci était fermé pour la nuit. C'était une situation étrange : il était dans un no man's land et ne pouvait pas rentrer à la rame, car les douaniers belges étaient rentrés chez eux.
Les villageois du côté français découvrirent Nordin et firent de gros efforts pour tenter de joindre les douaniers français. Cependant, cela n'a pas fonctionné et le problème a finalement été résolu en enfermant Nordin dans un abri douanier et Svea dans un autre. La libération n’est arrivée que lorsque les douaniers ont commencé leur quart du matin.
En France, Nordin a pu expérimenter un contre-courant dur. Dans la dernière écluse à la sortie de Cambrai, la pagaie s'est cassée pour la cinquième fois, au moment où Nordin allait céder le passage à deux péniches. Il a réussi à faire face à la situation, mais cette fois-ci, c'était à proximité des yeux.
Deux jours après avoir quitté Cambrai, il découvre l'une des curiosités du réseau de canaux français, à savoir un tunnel de cinq kilomètres de long. Il y eut une certaine agitation lorsqu'il atteignit le tunnel. Les responsables du canal français étaient réticents à laisser le canoéiste solitaire entrer dans le long tunnel, mais ils ont finalement cédé. Cependant, le passage s'est déroulé sans problème.
La nuit suivante, Nordin dormit dans un lit de chariot. Comme d’habitude, de nombreuses personnes sont venues observer l’étrange inconnu. Devant une douzaine de vieilles femmes, il a donné une conférence sur une vie naturelle et saine, puis a sorti son ocarina et a joué de telle sorte que les vieilles femmes et les vaches étaient comme électrisées. Les vieilles femmes se balançaient ici et là et les vaches marquaient le rythme, m'a raconté Nordin dans une lettre à un ami.
Il a remarqué qu'il n'y avait pas de pain croustillant à acheter en France. Nordin acheta donc les longs pains français. Ils étaient parfois si longs qu’ils ne pouvaient pas être rangés dans le canot et devaient être attachés au pont.
À Creil, il a été accueilli par des photographes de journaux sportifs français et un représentant d'un club d'aviron de Paris, qui lui ont promis un accueil grandiose.
« De belles surprises m’attendent », écrit-il chez lui. Soyez assurés qu'une telle célébration est absolument imméritée. Ce n'est pas un honneur que j'ai recherché par mon voyage, mais je souhaitais simplement montrer qu'avec du pain, des fruits – ou, à défaut, du lait – on peut acquérir la force d'endurer les épreuves.

### Sprint final sous les ponts de Paris
Nordin a passé la nuit à Conflans, à quelques kilomètres de Paris. Le lendemain, à six heures du matin, il alluma la lanterne, mit des bottes et un pantalon, mais laissa le haut de son corps nu. Il allait se lancer dans un véritable sprint final et cela allait être mouvementé. A midi, les photographes des journaux parisiens sont de nouveau arrivés. Nordin a volontairement posé pour eux et, à leur grande horreur, a plongé dans la froide Seine de décembre.
« C'était le 10 décembre », raconte Nordin. Le canoë était paré, décoré de tous les drapeaux et fanions que j'avais reçus pendant le voyage. Soudain, un coup de canon retentit, puis un second, puis un autre. Svea laissa le courant prendre le dessus et se fraya un chemin sur les 16 kilomètres restants. Une foule assista au départ. Le temps était magnifique et le soleil d'hiver brillait dans un ciel sans nuages. Malgré le froid, je pagayai torse nu, mais je ne gelai certainement pas, car la lutte contre le fort courant me tenait chaud. Aux ponts, le courant atteignait sept kilomètres à l'heure, il me fallut donc lutter pour avancer petit à petit.
À son arrivée à Courbevoie, en banlieue parisienne, il fut accueilli par de nombreuses associations d’aviron qui lui rendirent un hommage enthousiaste. Coups de canon, fleurs, banquet, séances de photographie et même des dons en argent !
Le lendemain, il fit son entrée triomphale à Paris
Peu avant deux heures, je visais la tour Eiffel. La Seine se rétrécissait et, à cause des nombreux quais, je fus contraint de rester au milieu du fleuve, où les vagues des bateaux à vapeur et le fort courant me donnaient beaucoup à faire.
Chaque fois que je passais un pont, les gens m'acclamaient. On applaudissait, on me saluait, et les photographes étaient partout. À mon arrivée, j'ai dû rassembler toute mon énergie. traverser le Pont d'Alma et j'ai réussi. Juste au moment où je traversais le pont, la pagaie s'est cassée. La situation était critique car j’étais poussé par le courant vers le pilier du pont, où mon canot aurait pu tomber en panne. J'ai serré les dents, j'ai continué avec toutes les forces qui me restaient et, tandis que les gens applaudissaient depuis le rivage, j'ai réussi à aller assez loin pour attraper l'une des chaînes d'un quai de bateau à vapeur et j'ai réussi à pousser le canoë sous la chaîne vers le rivage. Ensuite, je suis monté dans un bateau et j'ai attaché Svea à une corde que quelqu'un m'a tendue. Le canot fut ensuite tiré sur le quai de pierre jusqu'à ce qu'il soit atteint par une masse de mains tendues et, au milieu des acclamations, tiré sur la terre ferme et emmené dans un hangar voisin.
Certains policiers ont rapidement installé une barrière de corde pour tenir à distance la foule intrusive. Pendant ce temps, avec l'appétit d'un tigre affamé, je mangeais le reste de ma ration de pain et mes huit dernières pommes.
Je suis donc arrivé à destination sans un centime dans la caisse et le « beau reste » des provisions avait également disparu.
Portant le drapeau suédois sur l’épaule et suivi par la foule, M. Nordin se dirigea vers la Place de la Concorde, où il porta un toast en l’honneur des clubs d’aviron français et de la nature.
Mais la victoire est remportée. Le drapeau bleu et jaune et la bannière de l'Association suédoise de canoë-kayak ont été portés avec succès à travers cinq lacs, le Kattegat, l'Öresund, le long de la mer Baltique, le Grand et le Petit Belts, ainsi que douze rivières, treize canaux avec 230 écluses, à travers deux tunnels d'une longueur respective d'un et cinq kilomètres, six pays, quarante et une villes et une cinquantaine de villages.
Le canot a été gelé à deux reprises et a traversé des zones inondées à trois endroits différents. Pendant le voyage, il a plu pendant presque trois mois, il y a eu du brouillard six fois et il a neigé pendant six jours, j'ai connu vingt-huit nuits de gel et il y a eu des tempêtes pendant environ deux mois. La plupart du temps, j'avais un vent de face, car les vents du sud et de l'ouest prédominaient. Trois fois des garçons m'ont jeté des pierres et une fois des hommes ivres ont fait la même chose. Pendant la moitié du voyage, j'ai dormi à la belle étoile, une fois dans un hôtel, deux fois dans une auberge et quatorze fois dans un hangar à bateaux, sinon dans des écuries, des étables. stockage de bois et de charbon, quatre fois dans des barges et une fois dans un tunnel.
Le montant en espèces a varié entre 25 et 50 couronnes. La plupart du temps, j'avais environ cinq couronnes. Le résultat de ce voyage fut une humeur joyeuse, des muscles développés et une bonne santé, ainsi qu'un regain d'énergie et de volonté, et une belle publicité pour une vie saine et naturelle.
Le voyage avait duré quatre mois et un jour.
Gustaf Nordin fut accueilli avec enthousiasme à Paris. Des banquets furent organisés en son honneur, il fut nommé membre honoraire de plusieurs clubs, on lui offrit des cadeaux et on lui rendit de nombreux hommages.
Nordin, bien sûr, ne pouvait se séparer de son cher canoë. Il hébergea Svea dans son hôtel, mais l'hôtelier, mécontent de ce supplément d'hébergement, menaça de jeter le canoë à la rue. Nordin contacta alors le conservateur du musée du Louvre et lui fit remarquer que Svea serait une exposition appropriée. Cependant, le conservateur ne fut pas intéressé. Svea finit probablement dans un coin de Paris et fut finalement oublié.
À Paris, Nordin trouva un emploi de masseur pour un millionnaire mexicain et l'accompagna dans plusieurs stations thermales en Suisse. Il s'installa ensuite dans la capitale française comme physiothérapeute.
Le voyage a naturellement attiré beaucoup d’attention en Suède et a contribué à accroître l’intérêt pour le canoë. Gustaf Nordin a fourni un exemple éclatant des voyages fantastiques que l’on peut entreprendre même dans un canoë bon marché.

## la presse
Interviewé par le journal Idun voici ce que Gustaf déclare : 
— Je n’ai pas entrepris cette aventure uniquement pour le sport, déclara notre champion de canoë. Non, j’ai d’autres motivations, qui me semblent d’une importance capitale pour l’humanité tout entière. Je veux réformer notre alimentation. Mais pour éveiller l’intérêt autour de cette mission de vie, il me fallait un moyen qui attire irrésistiblement la curiosité. C’est pourquoi j’ai risqué ma vie.
— Je vous écoute attentivement, M. Nordin.
— Oui, je soutiens que notre système alimentaire est l’un des crimes les plus cruels contre la nature. Tout comme les animaux, nous avons une alimentation qui nous est destinée et que nous pourrions consommer crue, tout en restant en bonne santé.
Mais lorsque nous faisons cuire certains aliments simplement parce que nous les trouvons savoureux, nous commettons une erreur. Nous mangeons alors des choses qui ne nous conviennent pas. Le résultat ? Il se manifeste dans presque toutes les familles sous forme de maladies. Et pourquoi cela ? Parce que nous allons au restaurant, nous faisons confiance à des cuisiniers et des pâtissiers qui sont totalement ignorants des effets de leur « si bel art ».
— Oui, mais M. Nordin, songez donc au plaisir de bien manger !
— Un plaisir, certes, mais loin d’être sain ! poursuivit mon nouvel ami réformateur. Si nous continuons sur cette voie, notre dégénérescence est inévitable. Nous nous croyons plus intelligents que les animaux, mais quel être vivant est plus malheureux que « le roi de la création » ? Pourquoi et comment en sommes-nous arrivés là ? Parce que nous avons perdu notre instinct et nous sommes détournés de la nature, que nous essayons maladroitement d’améliorer alors qu’elle est déjà parfaite. Résultat : nous nous embrouillons et finissons pris au piège, comme des mouches qui se débattent dans la toile de l’araignée. Ne suis-je pas dans le vrai ?
— Je dois admettre que je n’avais jamais envisagé les choses sous cet angle, répondis-je, quelque peu troublé à la pensée des festins de Noël à venir.
— Et nos enfants ! poursuivit-il. Ne leur fait-on pas boire du café, du vin et de la bière ? Ne les bourre-t-on pas de nourriture trop riche et de protéines en excès ? Que ceux qui veulent abuser de café et de thé le fassent s’ils le souhaitent. Mais, pour l’amour de Dieu, ne laissez pas les enfants être contaminés par votre gloutonnerie ! Consultez plutôt la nature et réfléchissez à votre responsabilité en tant que pères et mères !
— Vous voulez donc que nous retournions à l’état de nature ?
— Non, ce n’est pas ce que je dis. Mais nous devons fonder notre alimentation en accord avec les principes de la nature.
Regardez-moi ! Il y a trois ans, je ne pouvais même pas me tenir droit à cause de terribles douleurs rhumatismales. J’ai alors adopté le végétarisme et, pour pousser l’expérience plus loin, je n’ai consommé que du pain, des noix, des amandes et d’autres fruits, tout en affrontant, à moitié nu, le froid, la pluie et la neige.
— Et vous avez l’air en parfaite santé !
— Exactement ! Le docteur Doyen vient de m’examiner à l’instant. Il n’a trouvé aucun signe de faiblesse ou de maladie. Mon sang est sain. J’ai même proposé à plusieurs médecins d’observer mon régime alimentaire et d’attendre le moment où ils jugeraient que je dois y mettre un terme pour préserver ma santé. Si mon hypothèse se vérifie, alors je triompherai. Et lorsque ce sera le cas, j’entreprendrai une véritable croisade pour prêcher ma doctrine et venir en aide à une humanité souffrante !
M. Nordin conclut son discours par un geste énergique.

## Le canoe " Svea "
Le kayak de mer « Svea » conçu par Carendis, mesurait 4 mètres de long, 70 cm de large et 30 cm de profondeur. Le kayak a été construit avec une membrure en bois recouvert de toile, et était équipé d’une petite voile.
Nordin a remplacé le mât par un mât d'un mètre de haut, qui a servi de perche pour le drapeau du FKI. Personne ne pourra prétendre par la suite qu'il a navigué jusqu'à Paris. Il pagayerait jusqu'au bout ! Son canoë mesurait quatre mètres de long et 70 cm de large et était construit en mesurant des nervures et de la toile. Il n’était pas conçu comme un navire pour les eaux libres, et personne n’avait tenté un véritable voyage au long cours dans un tel canot.
Svea avait un mât et pouvait être navigué.

## Biographie
Gustaf Nordin est né à Stockholm. Ses parents, Per Gustaf Nordin et Charlotte Teresia Ekström sont tous les deux suédois, et eurent sept fils et quatre filles. À l’âge de onze ans, la famille s'installe à Helsinski.
Très jeune Gustaf est déjà un aventurier dans l'âme.
En 1895 il épouse Adéle Maria Måsbäck, celle-ci change de nom pour devenir Adéle Nordin, mais ils se séparent très rapidement.
Gustaf vécu en Amérique à 2 reprises, c'est là-bas qu'il connu les années les plus dures. Là-bas, dans ces moments les plus difficiles, il a même travaillé comme cuisinier pour survivre, infirmier ambulancier et valet, Nordin a dû frotter couteaux et fourchettes pour obtenir un repas, tandis que des exilés finlandais – avocats, médecins, ingénieurs – l’aidaient à survivre. Un jour, lorsqu’un groupe de compatriotes tenta de monter une entreprise, l’affaire s’avéra non rentable. Ils décidèrent alors qu’elle reviendrait à celui qui résisterait le plus longtemps sans manger, faute de nourriture pour tous. Afin d’éliminer un redoutable concurrent – un avocat robuste et bien portant –, ils l’envoyèrent à la campagne pour traire les vaches. Il revint deux fois plus gras et réclama de nouveau sa part de l’entreprise ! Malgré toutes ces épreuves, Nordin resta toujours celui qui gardait le moral du groupe, d’après le témoignage de ses compagnons d’infortune.

Revenu quelque temps à Helsinki, le 1ᵉʳ janvier 1901, Gustaf Nordin inaugura à Helsinki le Kinematograf International, le premier cinéma permanent de Finlande[2]. Toutefois, l’entreprise se révéla non rentable. Dans une tentative désespérée pour sauver son établissement, il alla jusqu’à brûler sa barbe et essaya de mettre en gage sa boulangerie, mais sans succès. Face à la faillite inévitable, il choisit d’éviter l’humiliation en déposant le bilan. Pour quitter Helsinki, il emprunta un canoë au club d’aviron et se rendit à Tallinn. Un an après son ouverture, en 1902, le Kinematograf International ferma définitivement ses portes.
Etant impliqué dans des affaires politiques sous le régime de Bobrikoff, il fuit la Finlande pour éviter la déportation en Sibérie. Il s’exila une fois de plus en Amérique, où il se forma au métier de masseur.
Marcheur infatigable à la barbe noire, Gustaf Nordin était un fervent adepte de la santé et un végétarien convaincu, refusant catégoriquement de consommer de la viande. À une époque où des sports comme le canoë, nécessitant à la fois endurance et force, étaient perçus comme l’apanage des mangeurs de viande, certains doutaient qu’un régime végétarien puisse offrir la même robustesse physique[1].
Il revient en juillet 1905 à Stockholm et entame sont voyage 
Après son arrivée à Paris, Gustaf Nordin est resté dans la ville.
La date à laquelle Gustaf Nordin et Adéle Måsbäck se sont séparés n'est pas claire, mais en 1905, Nordin vivait déjà à Paris et était marié à Fernande Fruchier, fille du sénateur Raoul Fruchier, il travailla ensuite comme masseur jusqu'à un âge très avancé.
Il a trois enfants, Raymond Nordin, Pierre Nordin et Jacques Nordin.

## Sources
1. ↑  « Långfärder med små båtar », sur stigsandelin.xn--regrund-80a.se (consulté le 6 avril 2025)
2. ↑  « Vegetarianen som seglade till Paris 1 », sur stigsandelin.xn--regrund-80a.se (consulté le 28 mars 2025)
3. ↑  « 100 years of cinema exhibition in Europe - Finland », sur www.mediasalles.it (consulté le 6 avril 2025)